# Liste der Monuments historiques in La Brigue
Die Liste der Monuments historiques in La Brigue führt die Monuments historiques in der französischen Gemeinde La Brigue auf.

## Liste der Bauwerke
| Bezeichnung                                        | Beschreibung                       | Standort             | Kennzeichnung | Schutzstatus | Datum | Bild           |
| -------------------------------------------------- | ---------------------------------- | -------------------- | ------------- | ------------ | ----- | -------------- |
| Chapelle supérieure de l’Annonciation de La Brigue |                                    | Grand-Place (Lage)   | PA0008068     | Classé       | 1949  | weitere Bilder |
| Chapelle inférieure de l’Assomption de la Brigue   |                                    | Grand-Place (Lage)   | PA00080679    | Classé       | 1949  | weitere Bilder |
| Kapelle St-Michel                                  |                                    | Place de Nice (Lage) | PA00080681    | Classé       | 1949  | weitere Bilder |
| Stiftskirche St-Martin                             |                                    | Grand-Place (Lage)   | PA00080684    | Classé       | 1949  | weitere Bilder |
| Kapelle Notre-Dame-des-Fontaines                   |                                    | (Lage)               | PA00080680    | Classé       | 1951  | weitere Bilder |
| Chateau des Seigneurs                              | Burgruine, 12. und 14. Jahrhundert | (Lage)               | PA00080683    | Inscrit      | 1949  | weitere Bilder |
| Pont du Coq                                        | Brücke                             | (Lage)               | PA00080685    | Inscrit      | 1987  | weitere Bilder |

## Liste der Objekte
Zum Verständnis siehe: Kirchenausstattung
- Monuments historiques (Objekte) in La Brigue in der Base Palissy des französischen Kultusministeriums